# Perau (Villach)
Perau  ist ein im Osten von Villach in Kärnten, Österreich gelegener, 321 ha großer Stadtteil. Zu Perau gehört auch St. Agathen.

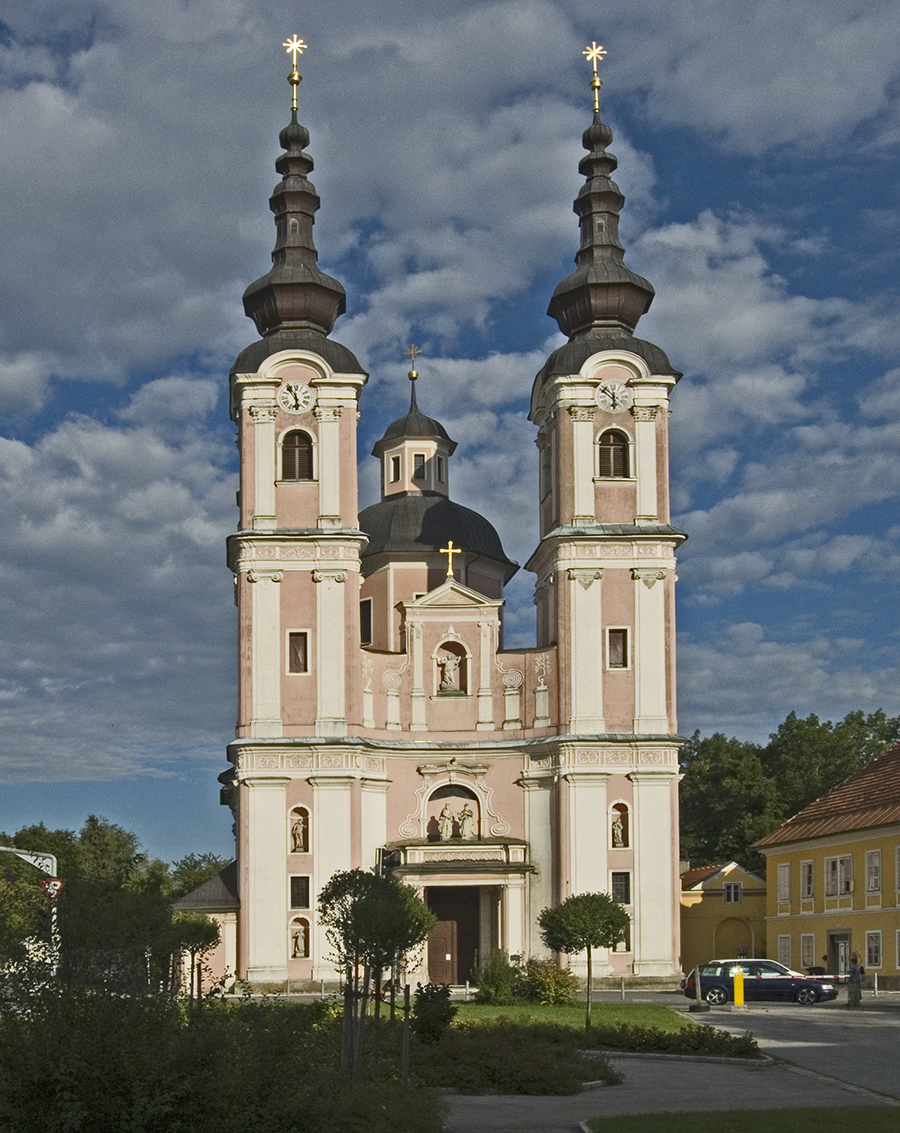
Die Kreuzkirche in Perau

## Allgemeines
Perau liegt langgestreckt direkt an der Drau. Perau leitet sich von einer Au ab, die es früher im Gebiet gab. Perau liegt auf einer Höhe von ca. 500 m ü. A. In Perau leben laut Statistischem Jahrbuch der Stadt (2011) 3214 Personen.
Die Ossiacher Zeile, die Hauptverkehrsstraße Villachs, führt durch diesen Stadtteil.
Ein Volkshaus befindet sich in der Burgenlandstraße. Hier finden regelmäßig Veranstaltungen statt.

## Sehenswertes und Bedeutung

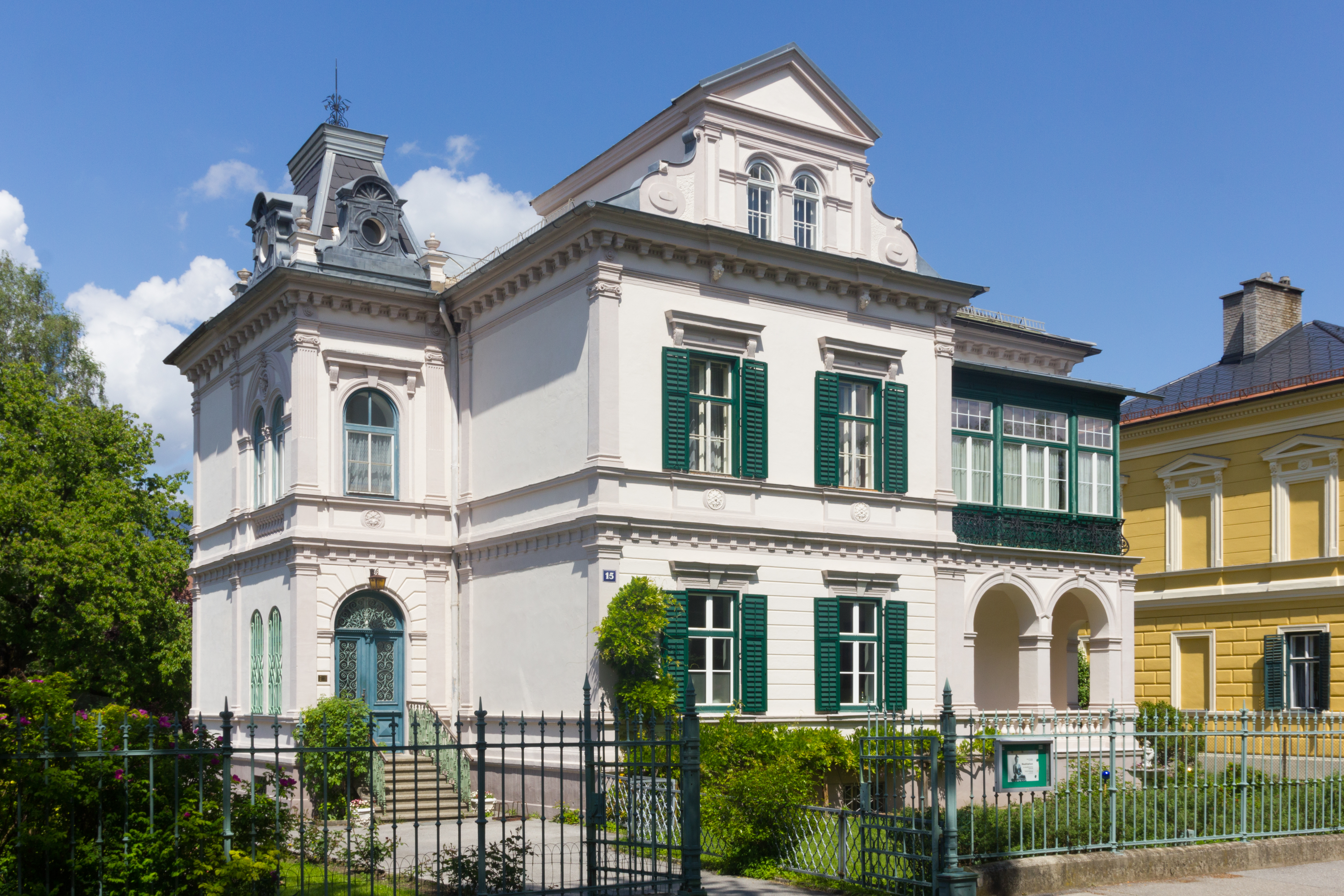
Villa in der Peraustraße

Das Peraugymnasium, ein Bundesgymnasium und Bundesrealgymnasium, wurde 1864 gegründet und ist in einem aus dem 19. Jahrhundert stammenden Gebäude untergebracht.
In Perau befindet sich das Bezirksgericht Villach und der Schillerpark mit einem Relief von Kärnten.
In der Gerbergasse befindet sich die älteste Turnhalle der Stadt Villach. Der Turnverein wurde bereits 1867 gegründet.
An der Draubrücke ist die 1726 erbaute Pfarrkirche Zum hl. Kreuz gelegen, eine bekannte Barockkirche. Gegenüber der Kirche befindet sich der Pfarrhof.
Hinter der Kirche, an der Straße nach Maria Gail, befinden sich das Kulturzentrum „Im Kreml“ und das dazugehörige Kremlhoftheater – das kleinste Theater der Welt.

### Freiwillige Feuerwehr Perau
Die Freiwillige Feuerwehr Perau wurde 1896 gegründet und an der Harpfe wurde ein Feuerwehrhaus errichtet. Das 1925 in der Ortsmitte neu gebaute Feuerwehrhaus wurde 1966 durch ein großes Hochwasser so stark beschädigt, so dass im Jahr 1982 ein Neubau vollzogen wurde. Im Jahre 1997 feierte die Freiwillige Feuerwehr Perau ihr 100-jähriges Bestehen.
Heute ist die Freiwillige Feuerwehr Perau mit zwei Löschfahrzeugen ausgestattet.

## Weitere zum Stadtteil gehörende Dörfer

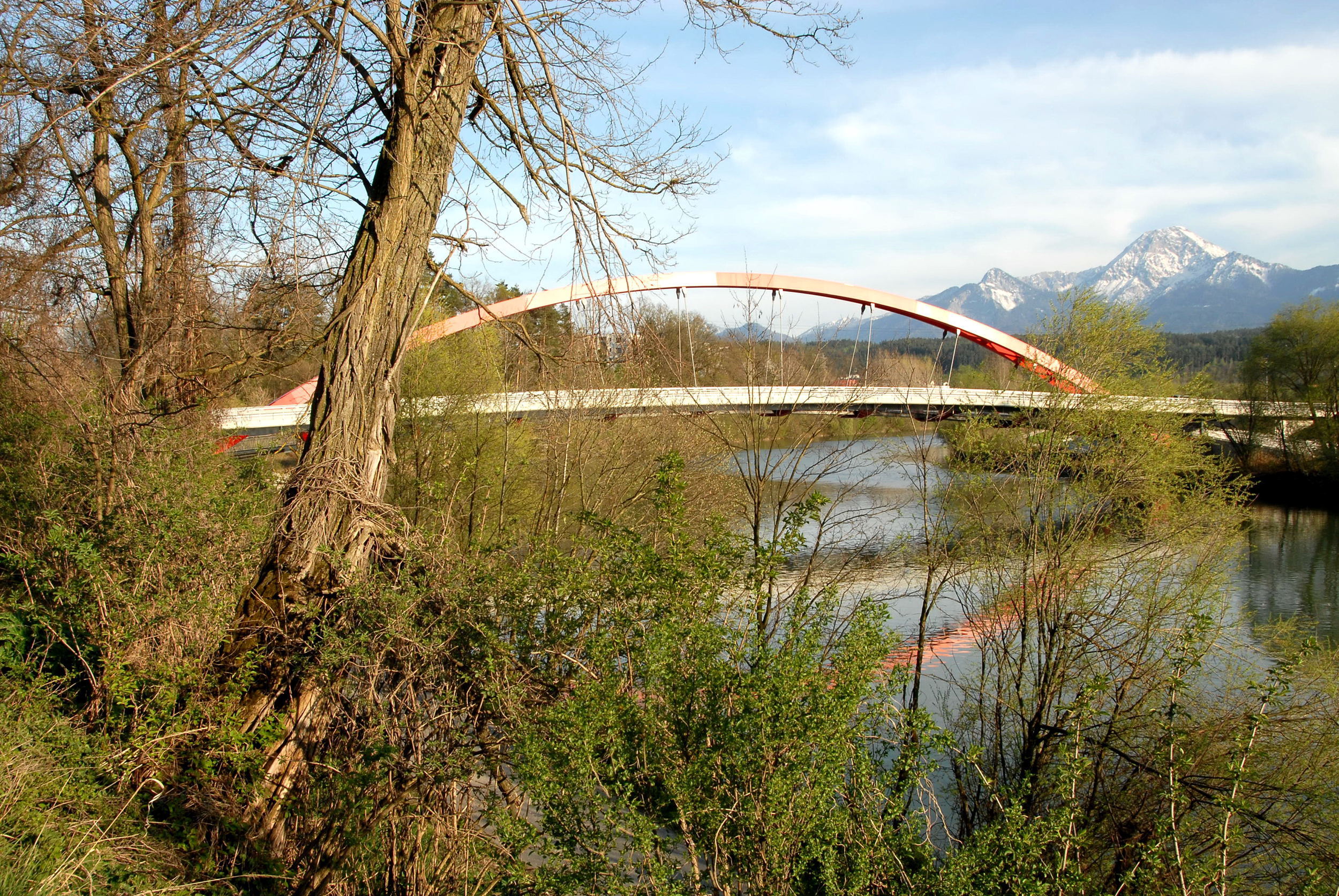
Die neue Draubrücke nahe St. Agathen

St. Agathen ist ein kleines Dorf direkt an der Drau. Lange Zeit war das Dorf nur schwer zugänglich, da es am Zusammenfluss von Drau und Gail liegt. Seit dem Bau der so genannten Gewerbegebiets- und Industrieaufschließung Villach (GAV), einer Tangente, im Jahre 2005, ist der Ort durch eine neue Brücke über die Drau leichter zu erreichen.